# Serebrjanye Prudy
Serebrjanye Prudy (in italiano stagni d'argento) è una cittadina della Russia europea centrale, situata nella oblast' di Mosca. Fino al 2015 apparteneva amministrativamente al Serebrjano-Prudskij rajon, del quale era il centro maggiore e il capoluogo amministrativo.
Sorge nell'estrema parte meridionale dell'oblast', sul fiume Osëtr.
La cittadina viene menzionata per la prima volta in un testo scritto nel 1571/1572, dove compare come derevnja di Prudy.